# Gossip
A Gossip (korábban: The Gossip) egy amerikai indie rock együttes  Searcyből, Arkansasból, amely 1999-ben alakult. Pályafutásuk nagy részében Beth Ditto énekesnőből, Nathan "Brace Paine" Howdeshell multiinstrumentalistából és Hannah Blilie dobosból állt. Több felvétel megjelenése után a zenekar 2006-os stúdióalbumával, a Standing in the Way of Control-lal tört át az útra. A folytatás, a Music for Men 2009-ben jelent meg. A zenekar a poszt-punk revival, az indie rock és a dance-rock keverékét játszotta. Ötödik albumuk, az A Joyful Noise 2012 májusában jelent meg. 2016-ban feloszlottak, de újraalakultak, hogy 2019-ben a Music for Men  évfordulós turnéjára induljanak, és 2024-ben kiadják a Real Power című albumot.

## Története

### Alapítás és korai történelem
Az együttest 1999-ben alapította a washingtoni Olympiában Beth Ditto énekes, Nathan "Brace Paine" Howdeshell gitáros és Kathy Mendonça dobos. Mindhárman eredetileg az arkansasi Searcyből származtak; Mendonça Olympiába költözött, hogy az Evergreen Állami Főiskolára járjon, Howdeshell és Ditto pedig követték őt. Howdeshell and Mendonça korábban már játszottak együtt zenekarokban Arkansasban. A Gossip akkor egyesült, amikor a három tag szobatárs volt Olympiában.
1999-ben a független K Records lemezkiadó kiadta a Gossip első felvételét, a The Gossip című debütáló EP- jüket, a zenekar Sleater-Kinney-vel közös turnéjával egy időben. A Gossip fellépett az első Ladyfesten Olympiában, 2000 augusztusában, és a Time magazin cikkében is szerepelt a fesztiválon.
Következő lemezük a debütáló stúdióalbum, a That's Not What I Heard volt, amelyet a Kill Rock Stars kiadó adott ki 2001. január 23-án. Ezt követte az Arkansas Heat című EP 2002. május 7-én. Második stúdióalbumuk, a Movement, 2003. május 6-án jelent meg. 2003 novemberében, két hónappal az első élő albumuk, az Undead in NYC szeptember 9-i megjelenése után, Kathy Mendonça dobos kilépett a zenekarból, hogy szülésznőként folytassa karrierjét. Helyére a befutott punk dobos, Hannah Blilie csatlakozott. A zenekar ezután elhagyta a "the" szót a nevéből, és "Gossip" néven folytatta.
Az új dobos, Hannah Blilie közreműködésével készült első kiadvány a zenekar következő albuma, a Standing in the Way of Control volt. 2006. január 24-én jelent meg a Kill Rock Stars gondozásában, majd később, 2006-ban a független brit Back Yard Recordings kiadónál. A lemez producere Ryan Hadlock , a Bear Creek Studio tulajdonosa , és Guy Picciotto, a Fugazi énekese/gitárosa volt.

### 2007–2011: Mainstream siker és átigazolás egy nagy kiadóhoz
A Standing in the Way of Control című album aranylemez minősítést kapott az Egyesült Királyságban. A Gossip első brit televíziós szereplése a BBC1 Friday Night With Jonathan Ross című műsorában volt, ahol a címadó " Standing in the Way of Control " című dalt adták elő.
Ahogyan arról a Pitchfork 2007 márciusában beszámolt, a csoport leszerződött a Sony Music Label Group leányvállalatához, a Music With a Twisthez, amely LMBT zenei előadókra specializálódott. 2007 nyarán a Gossip részt vett a több előadót felvonultató True Colors turnén, amely 15 városon keresztül haladt át az Egyesült Államokban és Kanadában. A Margaret Cho humorista által vezetett és Cyndi Lauper által főzenekarként fellépő turnén Debbie Harry, Erasure, Rufus Wainwright, a The Dresden Dolls, a The MisShapes, a The Cliks és különleges vendégek is részt vettek. A turné bevételét a Human Rights Campaign javára fordították.
A Gossip Portlandben, Oregonban található, és olyan zenekarokkal játszott, mint a Sleater-Kinney, a Le Tigre, a CSS, az Erase Errata, a Mika Miko, a Panther, a Comanechi és a Mates of State. Emellett a Scissor Sisters 2006 novemberi turnéjának három állomásán is előzenekarként léptek fel.
2007. június 24-én a Gossip zárta a Glastonbury Fesztivált, az utolsó szettet a John Peel színpadán játszották, amelyen Ditto tisztelgett a néhai John Peel előtt. A zenekar a következő évben is fellépett a Pyramid színpadon.
A Gossip 2008 áprilisában adta ki Live in Liverpool című albumát az Egyesült Királyságban és az Egyesült Államokban. Az album producere Rick Rubin volt, és egy DVD is található rajta, amelyen élő fellépésük is hallható. 2009 júniusában jelent meg egy új stúdióalbum Music For Men címmel. Az album első kislemeze, a "Heavy Cross", különösen sikeres volt Németországban, ahol tripla aranylemez minősítést kapott több mint 450 000 példányban kelt el, és 2010 szeptemberében minden idők "legsikeresebb nemzetközileg producerelt kislemezeként" emlegették. 2011 januárjában a kislemez megdöntötte a német rekordot a slágerlisták történetének leghosszabb ideig eladott számaként. 2011. január 14-re 82 egymást követő hetet töltött a német Top 100-on.

### 2012–2016: A Joyful Noise, feloszlás
2012. március 12-én a zenekar visszatérő kislemezét, a "Perfect World"-öt, amelyet Zane Lowe BBC Radio 1 műsorában mutatták be. Ötödik stúdióalbumuk, az A Joyful Noise, melynek producere a Xenomania énekese, Brian Higgins volt, május végén jelent meg. A zenekar zenéje fejlődött és poposabb lett. Andy Gill a The Independentben, íróként üdvözölte az eredményt, míg a Pitchfork kritikája már negatívabb volt. Egy második kislemez, a "Move in the Right Direction" májusban jelent meg. A nyár folyamán a zenekar számos fesztiválon fellépett.
Egy 2016 februári, a Pitchforknak adott interjúban Ditto megerősítette a Gossip feloszlását. Kijelentette, hogy szólóelőadóként a ruházati vonalára és a zenéjére kíván koncentrálni.

### 2019–jelen: Tizedik évfordulós turné és a Real Power
2019 márciusában Ditto bejelentette a zenekar visszatérését egy 2019. július végi koncerttel, amelyen a Music for Men 10. évfordulóját ünneplik. Ez később egy világkörüli turnévá bővült. A zenekar a turné utolsó koncertjét a zürichi Rote Fabrikban adta 2019. augusztus 19-én. 2020 októberében Ditto megosztott egy fotót az Instagram-oldalán, amelyen Paine-nel és Mendonçával együtt láthatók a stúdióban.
2023 novemberében a zenekar bejelentette második újraegyesülését, és kiadták új kislemezüket, a "Crazy Again"-t. A dal a hatodik albumukról, a Real Powerről származik, amelyet egyidejűleg jelentettek be, majd 2024. március 22-én adtak ki.
Egy 2024 márciusában a BBC-nek adott interjúban Ditto arról beszélt, hogyan hívta meg Howdeshellt, amikor éppen második szólóalbumának felvételével küszködött Rick Rubin hawaii stúdiójában. A közös munka eredményeként az album Gossip-lemezzé fejlődött, és a Covid19-pandémia miatti szünet után a Ditto, Howdeshell és Blilie triója befejezte a Real Power című albumot, amely tizenkét év után az első albumuk.
Ugyanebben az évben a Gossip európai és észak-amerikai turnéra indult, többek között a Glastonbury-i Woodsies színpadon is felléptek.

## Zenei stílus
A zenekar stílusát sokan „soul vagy gospel” hangként írják le, „egyfajta funky punk filmzenével”. A tagok korábban olyan rockzenekarok iránt érdeklődtek, mint a Birthday Party, a Siouxsie and the Banshees, a Nirvana, és a Raincoats, de más műfajok, például a dance és a hip-hop iránt is.

## A zenekar tagjai
Jelenlegi tagok
- Beth Ditto – ének, zongora (1999–2016, 2019–2020, 2023–jelen)
- Nathan "Brace Paine" Howdeshell – gitár, basszusgitár, billentyűs hangszerek (1999–2016, 2019–2020, 2023–jelen)
- Hannah Blilie – dobok (2004–2016, 2019–2020, 2023–jelen)

Jelenlegi turnézó zenészek
- Ted Kwo – basszusgitár (2024–jelenleg)[20]
- Bijoux Cone – billentyűs hangszerek, gitár (2024–jelenleg)[27][28]

Korábbi tagok
- Kathy Mendonça – dob (1999–2003, 2020)

Korábbi turnézenészek
- Christopher Sutton – basszusgitár (2009–2013, 2019–2020)
- Gregg Foreman – billentyűs hangszerek (2012–2013, 2019–2020)

## Diszkográfia
- That's Not What I Heard (2001)
- Movement (2003)
- Standing in the Way of Control (2006)
- Music for Men (2009)
- A Joyful Noise (2012)
- Real Power (2024)

## Díjak
- 2010: jelölték a GLAAD Media Award "Kiemelkedő zenei előadó" kategóriában a Music for Men című albumukért a 21. GLAAD Media Awards díjátadón.[29]
- 2012. június 18-án a "Move in the Right Direction" című kislemezt a BBC Radio 2 a hét lemezének választotta.[30]

## Külső linkek
- Hivatalos weboldal
- Gossip az AllMusicon
- Gossip a Discogson
- Sablon:MusicBrainz artist